# Finn Moen
Finn Moen (11 giugno 1915 – 13 maggio 1999) è stato un calciatore norvegese, di ruolo difensore.

## Carriera

### Club
Moen giocò con la maglia del Sarpsborg.

### Nazionale
Conta 10 presenze per la Norvegia. Esordì il 22 ottobre 1939, quando fu schierato in campo nella sfida persa per 4-1 contro la Danimarca.

## Palmarès

### Club

#### Competizioni nazionali
- Coppa di Norvegia: 4

Sarpsborg: 1939, 1948, 1949, 1951